# Larve éruciforme

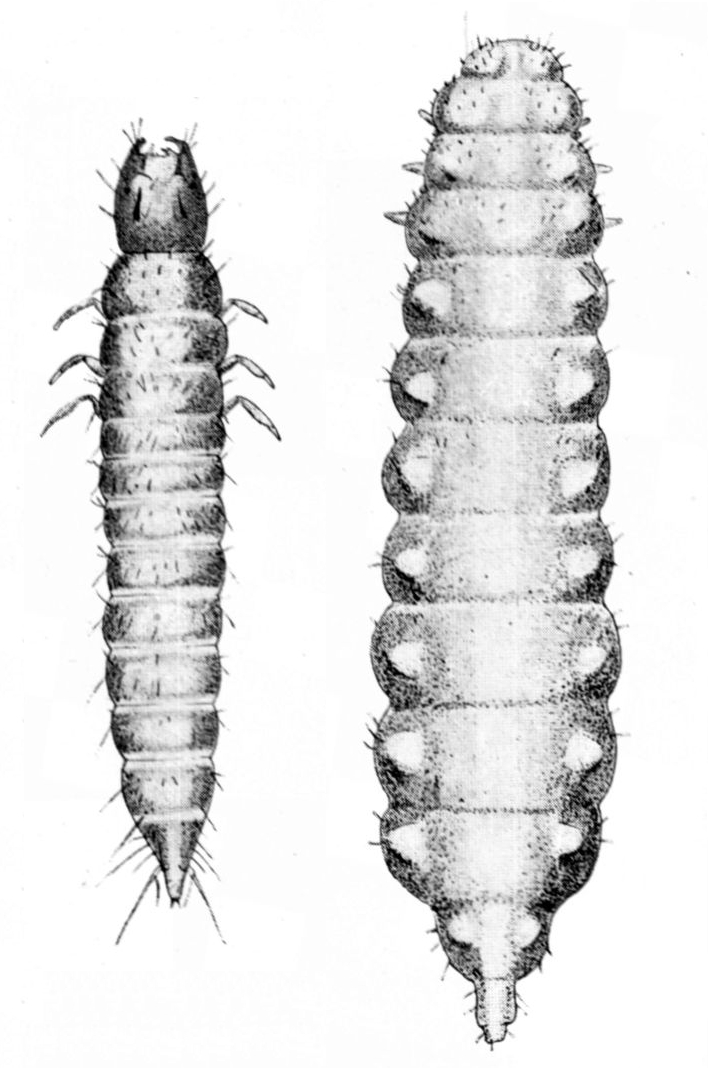
Larve du Staphylinidae Aleochara bilineata au stade campodéiforme (gauche) et au stade éruciforme (droite).

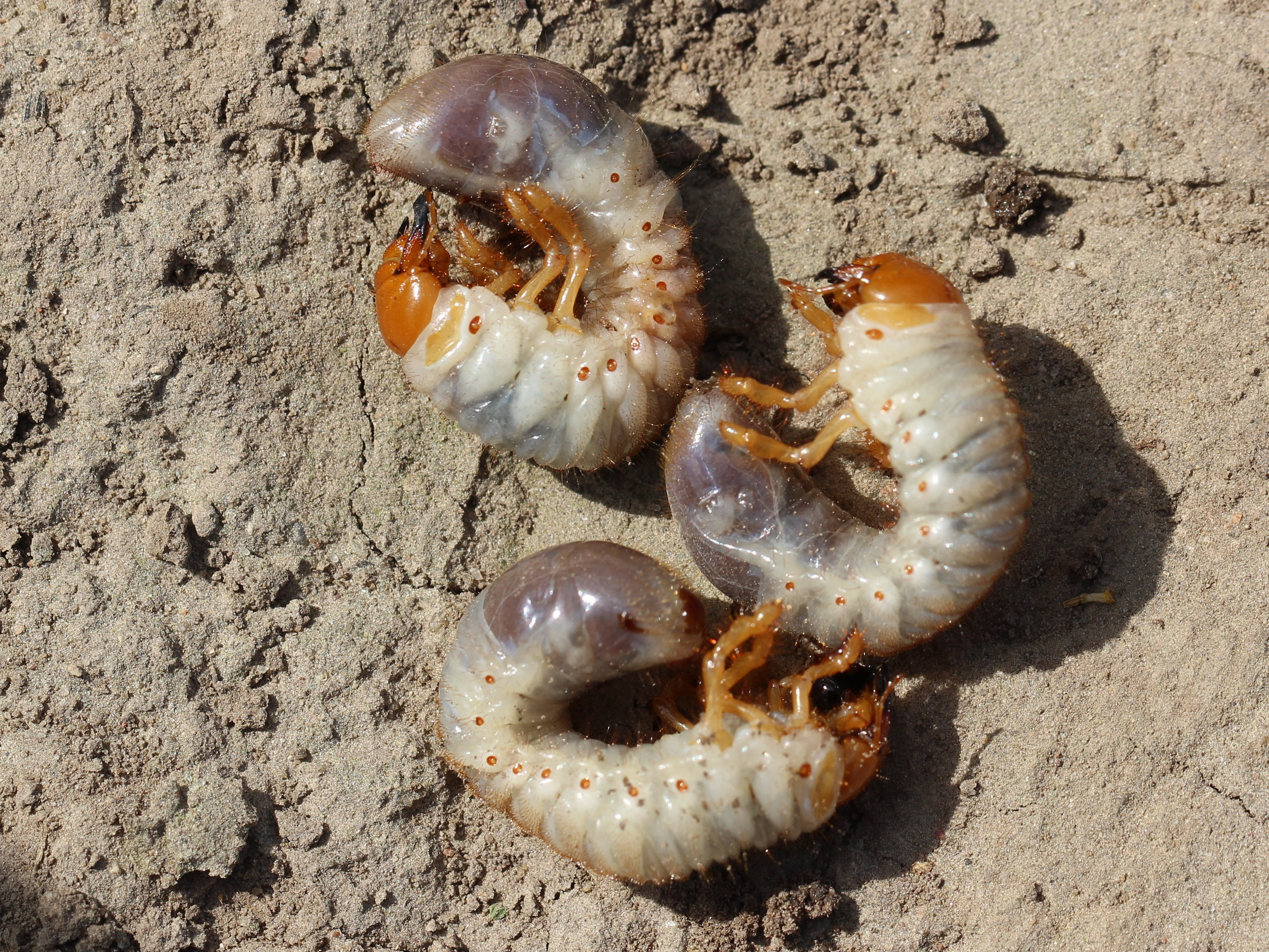
Larve dite scarabéiforme de Hanneton commun

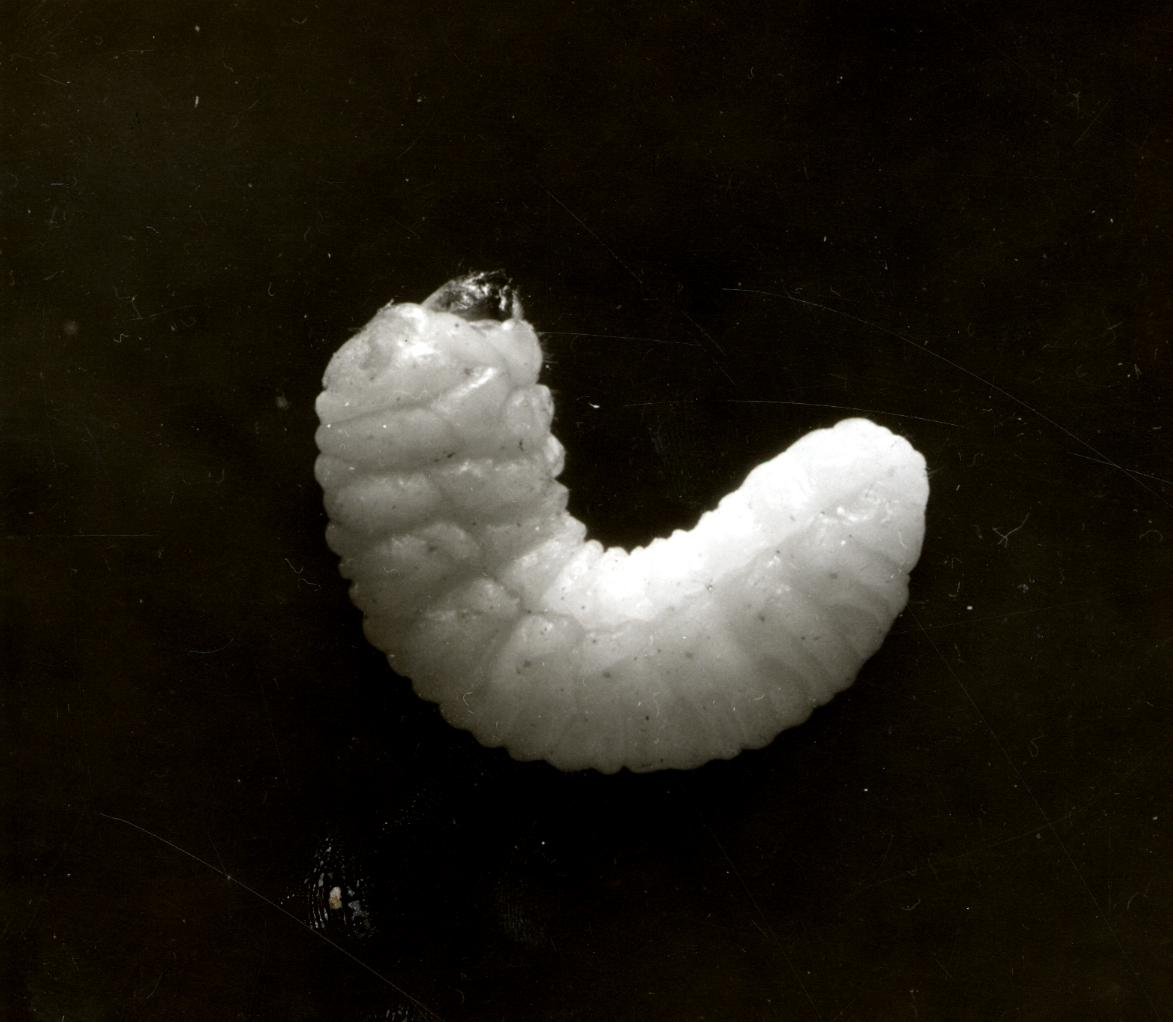
Larve dite éruciformes apode du Curculionidae Cylindrocopturus furnissi.

Une larve éruciforme est un type de larve d'insecte en forme de chenille.

## Étymologie et  usage
L'adjectif « éruciforme » signifie littéralement « en forme de chenille » (du latin eruca, « chenille » — à ne pas confondre avec la plante aussi appelée eruca en latin, la roquette, qui a donné son nom au genre botanique Eruca). 
L'étymologie ne doit cependant pas être prise au pied de la lettre ; il existe, au-delà de la forme typique du ver à soie, de nombreuses formes de chenilles et de nombreuses formes de larves d'insectes rattachées au type « éruciforme » qui ne ressemblent pas de manière évidente à des chenilles.
Certaines, par exemple, ressemblent à d'autres larves éruciformes, droites, sauf qu'elles sont recourbées en forme de « C ». 
On les appelle « scarabéiformes » parce que c'est la forme typique des larves de la famille des Scarabaeidae -- les scarabées et espèces apparentées. 
En revanche, les larves de Curculionidae — les charançons — sont aussi appelées « éruciformes apodes », (c'est-à-dire littéralement « en forme de chenille sans pattes » ; contrairement aux larves des scarabées, elles n'ont pas de pattes). 
Cela paraît plutôt incohérent car généralement les larves de charançons sont presque autant en forme de « C » que celles des scarabées.

## Variations et implications
Certaines larves, comme celles de la plupart des coléoptères de la famille des Chrysomelidae, sont décrites comme étant « éruciformes », bien qu'elles soient courtes, qu'elles aient un abdomen gonflé, et qu'elles n'aient pas de vrais pseudopodes comme les chenilles. Généralement elles se déplacent librement sur les feuilles  en se servant des trois paires de « vraies » pattes portées par les segments thoraciques juste après la tête.
L'abdomen est traîné derrière comme un arrière-train bossu plus ou moins enflé. 
Au contraire, les larves de la famille des Cerambycidae (capricornes) sont généralement droites et peuvent à juste titre être décrites comme « éruciformes apodes ». 
Elles vivent dans des galeries, creusées en général dans le bois, dans lesquelles un abdomen distendu serait un handicap et où des pattes ne sont pas la seule possibilité de locomotion. Au lieu d'utiliser des pattes, les larves des Cérambycidés appuient leurs protubérances charnues contre les parois des galeries
Les larves sans doute les plus typiquement éruciformes se rencontrent chez les lépidotères (papillons et mites), les trichoptères et les symphytes (mouches à scie).